# Маунтин-Виллидж (Аляска)
Маунтин-Виллидж или Маунтен-Виллидж(англ. Mountain Village, юпик. Asaacarsaq) — город в зоне переписи населения Кусилвак, штат Аляска, США. Население по данным на 2007 год составляет 816 человек.

## География
Маунтин-Виллидж расположен на берегу реки Юкон. Площадь города составляет 11,3 км².

## История
Город был инкорпорирован 20 декабря 1967 года.

## Население
По данным переписи 2000 года, население города составляло 755 человек. Расовый состав: коренные американцы — 90,46 %; белые — 6,36 %; жители островов Тихого океана — 0,13 % и представители двух и более рас — 3,05 %.
Из 183 домашних хозяйств в 56,8 % — воспитывали детей в возрасте до 18 лет, 46,4 % представляли собой совместно проживающие супружеские пары, в 21,3 % семей женщины проживали без мужей, 19,7 % не имели семьи. 17,5 % от общего числа домохозяйств на момент переписи жили самостоятельно, при этом 1,6 % составили одинокие пожилые люди в возрасте 65 лет и старше. В среднем домашнее хозяйство ведут 4,13 человек, а средний размер семьи — 4,69 человек.
Доля лиц в возрасте младше 18 лет — 42,4 %; лиц в возрасте от 18 до 24 лет — 9,9 %; от 25 до 44 лет — 29,3 %; от 45 до 64 лет — 13,5 % и лиц старше 65 лет — 4,9 %. Средний возраст населения — 23 года. На каждые 100 женщин приходится 97,1 мужчин; на каждые 100 женщин в возрасте старше 18 лет — 96,8 мужчин.
Средний доход на совместное хозяйство — $31 250; средний доход на семью — $30 000. Средний доход на душу населения — $9653. Около 21,1 % семей и 22,2 % населения живут за чертой бедности, включая 30,1 % лиц в возрасте младше 18 лет и 0 % лиц старше 65 лет.